# Plus (Niederlande)
Die Plus Holding B.V., die als Plus (Eigenschreibweise: PLUS) firmiert, ist eine niederländische genossenschaftliche Supermarktkette mit Sitz in Utrecht. Seine 229 Mitglieder betreiben als selbstständige Kaufleute 268 Geschäfte in den Niederlanden. Im Jahr 2019 erzielten die Mitglieder einen Gesamtumsatz von 2,6 Milliarden Euro und einen Gesamtanteil von 6,5 % am niederländischen Lebensmittelmarkt. Plus gehört zur De Sperwer U.A.

## Geschichte

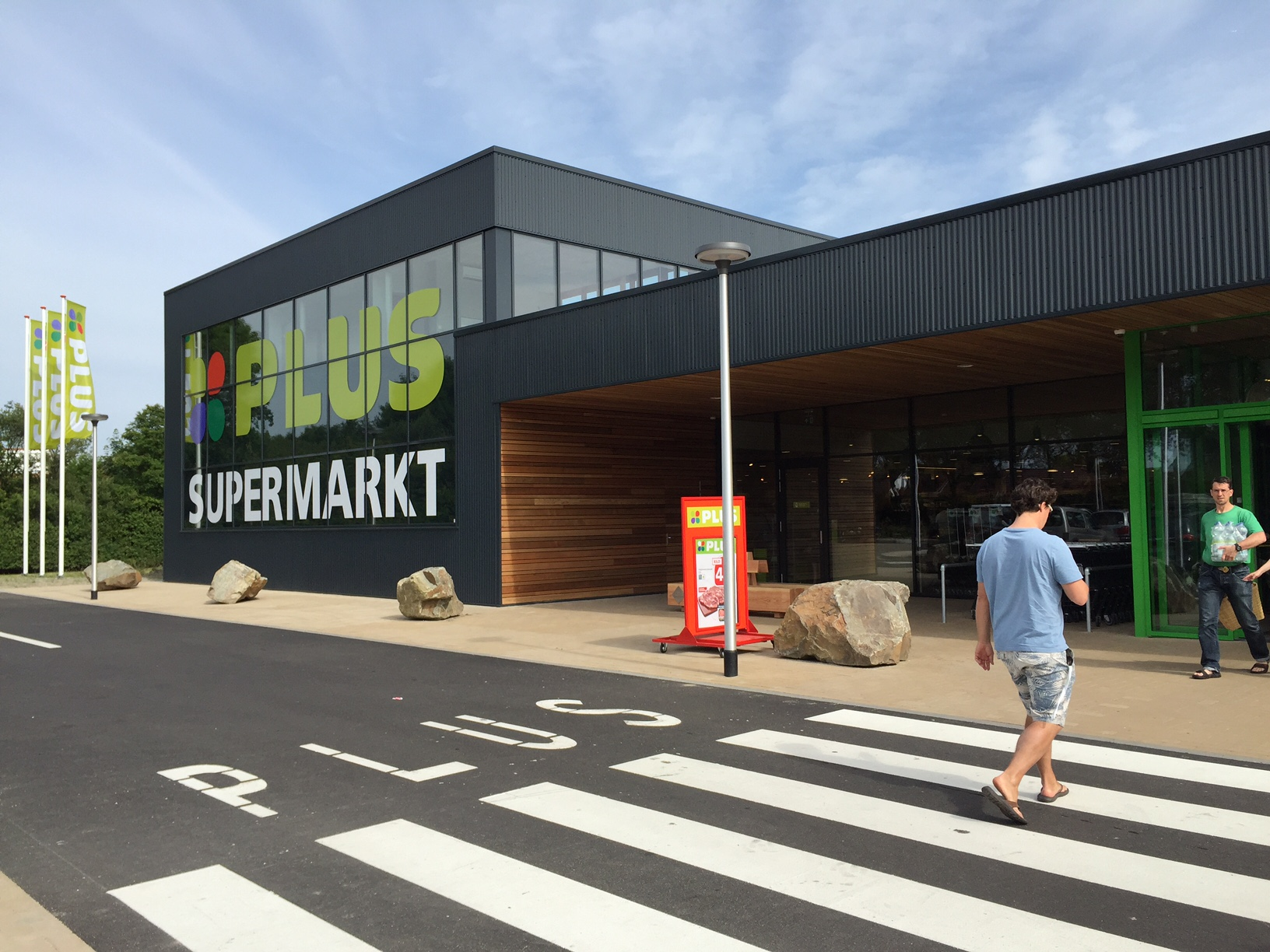
Eine Plus-Filiale in Scharendijke

Das Plus-Konzept wurde 1988 als Plusmarkt geschaffen und ersetzte die bisherige 4=6-Supermarktkette von De Sperwer. 2001 wurde Plusmarkt in Plus umbenannt. In einigen Filialen wurde 2015 als Online-Shopping mit der Möglichkeit der Lieferung nach Hause oder der Abholung im Geschäft eingeführt.
Im Jahr 2006 kaufte De Sperwer im Rahmen einer Konsortialübernahme mit Sligro 80 Edah-Filialen von Laurus und flaggte sie alle auf Plus um. De Sperwer versuchte 2009 und 2018 erfolglos, Super de Boer und Emté zu übernehmen.
Am 6. September 2021 wurde bekannt, dass sich die Supermarktketten Plus und Coop auf eine Fusion geeinigt haben. Die Geschäfte werden unter dem Namen Plus weitergeführt, der Name Coop verschwindet. Es wurde erwartet, dass die kombinierte Organisation Anfang 2022 ihren Betrieb aufnimmt.

## Unternehmen

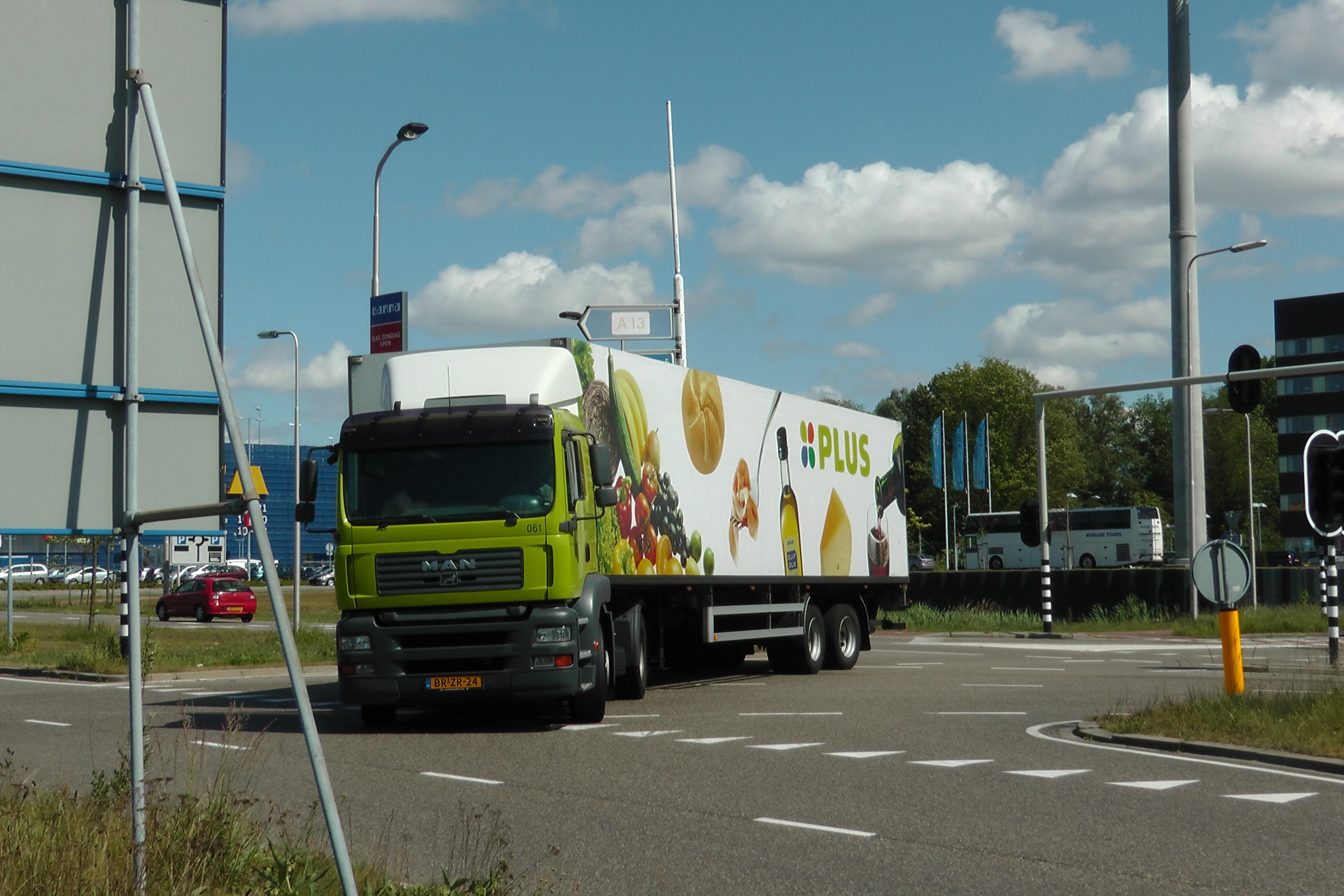
Ein LKW von Plus

Die Filialen werden von 229 selbstständigen Kaufleuten unter der gemeinsamen Firmierung Plus betrieben. Die Plus Holding B.V. lizenziert den Namen Plus an die selbstständige Kaufleute und führt in ihrem Namen groß angelegte Marketingkampagnen durch. Die Marktmacht der Kette wird durch die Mitgliedschaft in der Einkaufsgenossenschaft Superunie gestärkt.